# Castner's Cutthroats
Les Castner's Cutthroats  (littéralement « les égorgeurs de Castner ») était le surnom du 1er peloton de combat et de renseignement de l'Alaska, connu aussi comme les Alaskan Scouts. Cette unité de 65 hommes combattit pendant la Seconde Guerre mondiale en particulier lors de campagne des îles Aléoutiennes. Elle avait été créée à l'initiative du colonel Castner, un officier du renseignement américain servant au Centre de commandement de la défense d'Alaska Général Simon Bolivar Buckner, Jr. dans le but de disposer d'une unité pleinement fonctionnelle dans le dur environnement arctique avec un minimum d'équipement. L'idée était basée sur le succès des Philippine Scouts (en) à partir de 1901.
Castner choisit des hommes habiles dans l'environnement difficile de l'Alaska sauvage dont des indigènes Aléoutes et Eskimos, des chercheurs d'or du Klondike, des chasseurs, des trappeurs et des pêcheurs. Leur expérience de survie et de chasse en faisait des éclaireurs idéaux. Appréciant leur talent unique, le colonel Castner n'appliqua pas les procédures militaires classiques pour cette unité qui se donna le nom de « Cutthroats » du fait de leur statut irrégulier. Ils avaient ainsi une grande liberté d'action pour mener leurs missions.
L'officier choisi pour diriger cette unité était le capitaine Robert H. Thompson, une star de football américain de l'Université d'État du Montana, venant de Mocassin (en). Thompson fut extrêmement populaire auprès de ses hommes et tomba amoureux de l'Alaska. À la fin de la guerre, après avoir quitté l'unité, il resta en Alaska où il devint guide, chasseur et pilote jusqu'à sa mort accidentelle en 1955. Il fut rejoint début 1942 par le lieutenant Earl C. Acuff, un diplômé de l'université de l'Idaho et un joueur de football rival.
Les  Castner's Cutthroats jouèrent pleinement leur rôle dans la défense de l'Alaska durant la Seconde Guerre mondiale. Après le bombardement de Dutch Harbor et l'invasion des îles aléoutiennes occidentales par les Japonais en octobre 1942, ils menèrent plusieurs missions de reconnaissance particulièrement dans les îles occupées d'Attu, d'Agattu et de Kiska. Ils aidèrent aussi à l'élaboration des plans de débarquement pour les assauts amphibies. Durant la bataille d'Attu et de Kiska, la principale mission des Castner's Cutthroats fut de servir de guides aux troupes régulières. Avant ces batailles, le commandement américain ne prit pas assez en compte leurs avertissements que les véhicules à roues n'arriveraient pas à rouler sur le permafrost et sur l'importance vitale que les hommes soient particulièrement biens vêtus et avec d'importantes quantités de nourriture, ce qui entraîna de sérieuses pertes dans les troupes américaines. Mais d'autres soldats doivent leur survie aux Castner's Cutthroats qui réussirent à les protéger du froid et à leur trouver de la nourriture.
Un des autres succès de l'unité fut d'avoir construit une piste d'atterrissage sur l'île Adak. L'armée avait perdu plusieurs avions, non à cause des Japonais, mais à cause du climat des îles aléoutiennes. Dans le but de réduire la distance entre les cibles japonaises et les bases aériennes américaines, la création d'un aérodrome sur Adak fut proposé et les Castner's Cutthroats y furent envoyés pour trouver l'endroit le plus adapté. À cause du terrain montagneux, aucun site acceptable ne fut trouvé. À la place, les Castner's Cutthroats bâtirent un barrage pour fermer une lagune et la drainèrent pour faire de son sol sablonneux une piste d'atterrissage temporaire.
Un mémorial leur rend hommage à Kuluk Bay à l'endroit où ils avaient débarqué le 28 août 1942, largués au large par deux sous-marins américains de la classe Tambor, pour mener une mission de renseignement.

## Source
- (en) Cet article est partiellement ou en totalité issu de l’article de Wikipédia en anglais intitulé « Castner's Cutthroats » (voir la liste des auteurs).